# 帰省 〜Never Forget〜
「帰省 〜Never Forget〜」（きせい ネバー・フォーゲット）は、日本の歌手中森明菜の楽曲。この楽曲は中森の35枚目のシングルとして、1998年2月11日にガウスエンタテインメント（現・徳間ジャパンコミュニケーションズ）よりリリースされた (8cmCD：GRDO-10)。

## 背景
「帰省 〜Never Forget〜」は、1998年6月17日発売のスタジオ・アルバム『SPOON』からの先行シングルとして1998年2月11日にCDシングル (8cmCD: GRDO-10)で発売された。この楽曲は、鈴康寛の提供楽曲で、鈴とともにatsukoが作詞し、千住明が編曲を務めた。本作は中森にとってガウスエンタテインメントに移籍した第1弾シングルとなった。またこの楽曲は、中森主演の読売テレビ・日本テレビ系連続テレビドラマ『冷たい月』の主題歌に使用された。連続テレビドラマの出演は『素顔のままで』からおよそ6年ぶりで、本人出演の主題歌としてはこの楽曲が初となった。この楽曲のミュージック・ビデオも制作された（未発売、第一興商のカラオケのバック用に制作されたLD、VIDEO CDは存在する。音源もオリジナル・カラオケが使われている）。1999年12月発売のスタジオ・アルバム『will』には、本曲のリミックス・バージョンが収録されている。中森はこの楽曲について、「この曲は低いところと高いところとキーの幅があって、しかも声をすごく抑えた歌い方をしています。特に高くなると、だいたいみんな声が可愛くなってしまうのですが、それが曲調に合わないので（そうならないように歌うのが）本当に難しかった。」とコメントしている。2007年3月にリリースした中森のベスト・アルバム『バラード・ベスト 〜25th Anniversary Selection〜』には、「帰省 〜Never Forget〜」の新録バージョンが収録された。
シングル盤「帰省 〜Never Forget〜」の2曲目として発表された「月は青く」は、岡部真理子が作詞し、野田敏一が作曲を手掛け、玉置伸吾によって編曲された楽曲である。同曲は、もとはスタジオ・アルバム『SHAKER』（MCAビクター）の収録曲で、本作でリマスタリングされた。

## 批評
『CDジャーナル』は「帰省 〜Never Forget〜」について「地底を這うような前半からサビで一気に跳ね上がるという難解なメロディ」と批評した。

## チャート成績
この楽曲は、オリコン週間シングルチャートの1998年2月23日付で、最高順位19位を記録した。同チャートには、計8週に渡ってランクインしている。

## 収録曲
| #         | タイトル                                | 作詞           | 作曲      | 編曲      | 時間  |
| --------- | --------------------------------------- | -------------- | --------- | --------- | ----- |
| 1.        | 「帰省 〜Never Forget〜」               | 鈴康寛・atsuko | 鈴康寛    | 千住明    | 5:45  |
| 2.        | 「月は青く」('98 RE-MASTERED VERSION)   | 岡部真理子     | 野田敏一  | 玉置伸吾  | 5:08  |
| 3.        | 「帰省 〜Never Forget〜」(Instrumental) |                |           |           | 5:45  |
| 合計時間: | 合計時間:                               | 合計時間:      | 合計時間: | 合計時間: | 16:38 |

## クレジット
「帰省 〜Never Forget〜」のライナー・ノーツより
- M-1,2　MASTERING ENGINEER: 小野誠彦 (SAIDERA)
- M-2　LICENSED BY UNIVERSAL VICTOR, INC.

## 収録アルバム
帰省 〜Never Forget〜
- 『SPOON』[3][4]
- 『歌姫伝説 〜90's BEST〜』[4][13]